# Antigo Dispensário Antituberculoso de Lagos
O antigo Dispensário da Assistência Nacional aos Tuberculosos de Lagos é um edifício histórico na cidade de Lagos, na região do Algarve, em Portugal. Foi construído em 1954, para servir como um centro de apoio aos doentes tuberculosos, tendo depois funcionado como um centro de saúde e uma escola de música. É a sede da Academia de Música de Lagos.

## Descrição e história
Situa-se na zona do Rossio de São João, tendo acesso pela Rua Dr. José Cabrita. Apresenta uma planta de forma rectangular, e era originalmente de um só piso, tendo recebido o primeiro andar nos princípios do século XXI, como parte das obras de adaptação a escola de música. Os dispensários de Lagos e de Portimão foram construídos com base no projecto-tipo A da Assistência Nacional aos Tuberculosos, tendo sido aplicadas apenas algumas alterações no alçado principal.
Na Década de 1930, a Assistência Nacional aos Tuberculosos lançou um programa para a instalação de dispensários nas sedes de concelho e de distrito no país, como forma de combater a doença. Em 1945, aquele organismo foi integrado no Instituto de Assistência Nacional aos Tuberculosos. Em 1953, foi adjudicada a instalação do dispensário na cidade de Lagos, e em 31 de Julho de 1954, o jornal Diário de Lisboa noticiou que as obras iria custar 48 contos. O edifício foi construído nesse ano, pela Direcção-Geral dos Edifícios e Monumentos Nacionais. Em 12 de Junho de 1955, foi provisoriamente cedido pela Direcção-Geral da Fazenda Pública ao Instituto de Assistência Nacional aos Tuberculosos de Faro. Num relatório do deputado Abílio Urgel Horta sobre a luta contra a tuberculose, apresentado numa reunião da Assembleia Nacional, em Dezembro de 1955, o Dispensário de Lagos foi listado como um dos quatro a funcionar na zona Sul do país, em conjunto com os de Portimão, Loures e Sesimbra.
Em 1975, a Assistência Nacional aos Tuberculosos foi substituída pelo Serviço de Luta Antituberculose. Em 29 de Junho de 1982, o imóvel passou a ser propriedade da Administração Regional de Saúde do Algarve, no âmbito do Decreto-Lei n.º 254/82, e em 6 de Maio de 2004, foi cedido à Academia de Música de Lagos, como parte de um acordo de colaboração entre aquele estabelecimento de ensino, a Administração Regional de Saúde e a Câmara Municipal de Lagos. Assim, entre 2004 e 2008 foi alvo de extensas obras de alteração e expansão, incluindo a instalação do primeiro andar, tendo o seu funcionamento como escola de música sido autorizado em 13 de Novembro de 2014.
Em 8 de Agosto de 2025, a Câmara Municipal de Lagos anunciou que tinha autorizado a cedência do edifício do antigo Dispensário ao Centro de Estudos de Lagos, que iria ali desenvolver o programa da Universidade Sénior. Esta medida teve como finalidade apoiar aquela instituição, considerada de grande importância a nível local do ponto de vista social e cultural, e ao mesmo tempo reutilizar o património da autarquia, no sentido de evitar a sua degradação.

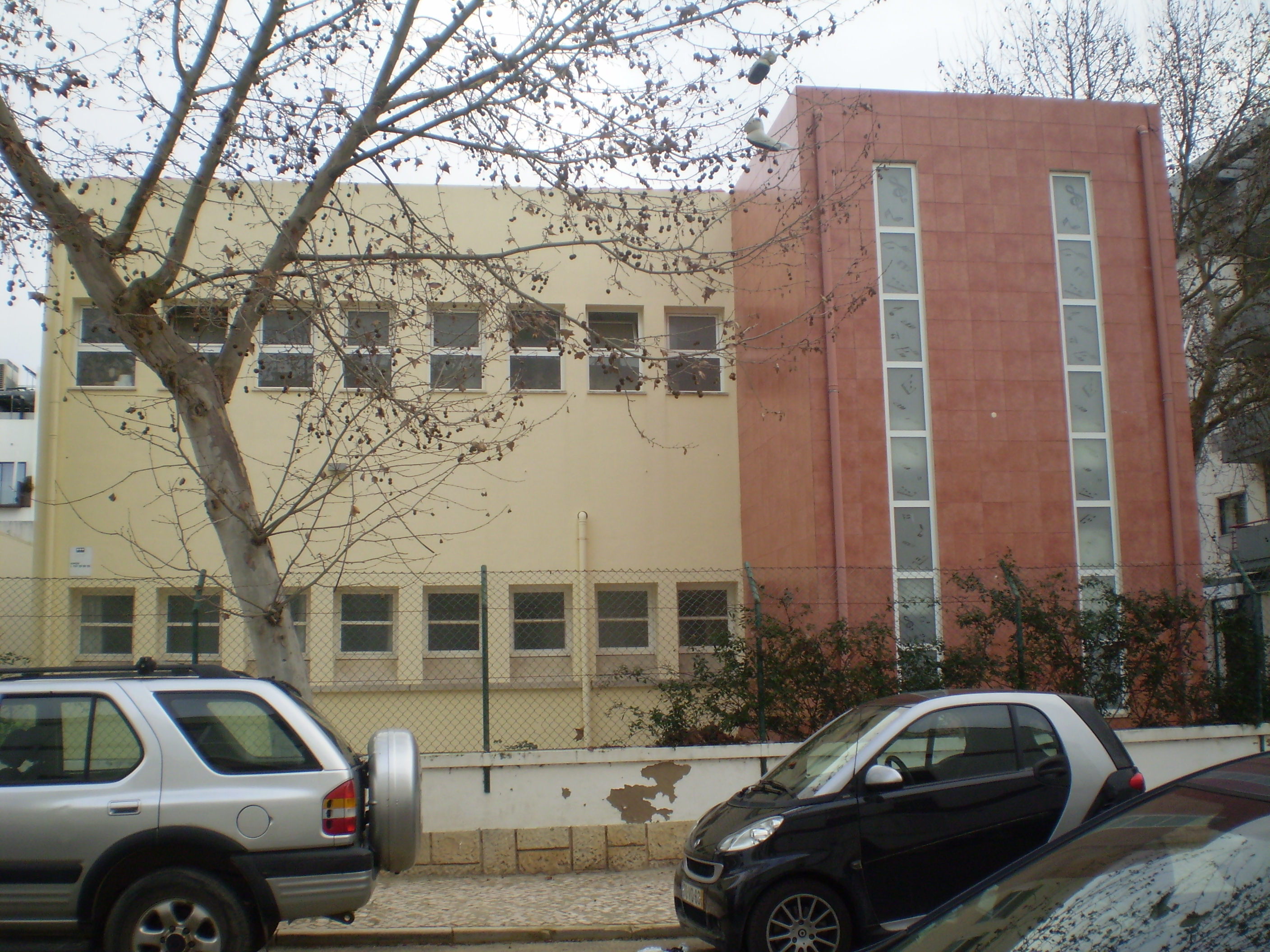
Fachada Sudoeste do edifício, em 2021.